# Макталы (Макталинский сельский округ)
Макталы (каз. Мақталы) — село в Жетысайском районе Туркестанской области Казахстана. Административный центр Макталинского сельского округа. Код КАТО — 514479100.
Совхоз Махталы — это историческое сельскохозяйственное предприятие в Казахстане, которое имеет богатую историю и играет важную роль в экономике и социокультурной жизни региона. 

## Основание совхоза Махталы
Совхоз Махталы был основан поселенцами в 1957 г. Он был создан с целью развития сельского хозяйства в этом регионе и выращивания сельскохозяйственных культур, включая хлопок.

## Население
В 1999 году население села составляло 1372 человека (704 мужчины и 668 женщин). По данным переписи 2009 года, в селе проживали 1472 человека (754 мужчины и 718 женщин).

## Сельское хозяйство
Совхоз Махталы занимается различными видами сельскохозяйственной деятельности, включая выращивание хлопка. 

## Образовательные учреждения
В окрестностях совхоза Махталы находятся образовательные учреждения, включая школу и школу-интернат. Эти учреждения играют важную роль в обеспечении образования и социокультурного развития местного населения.

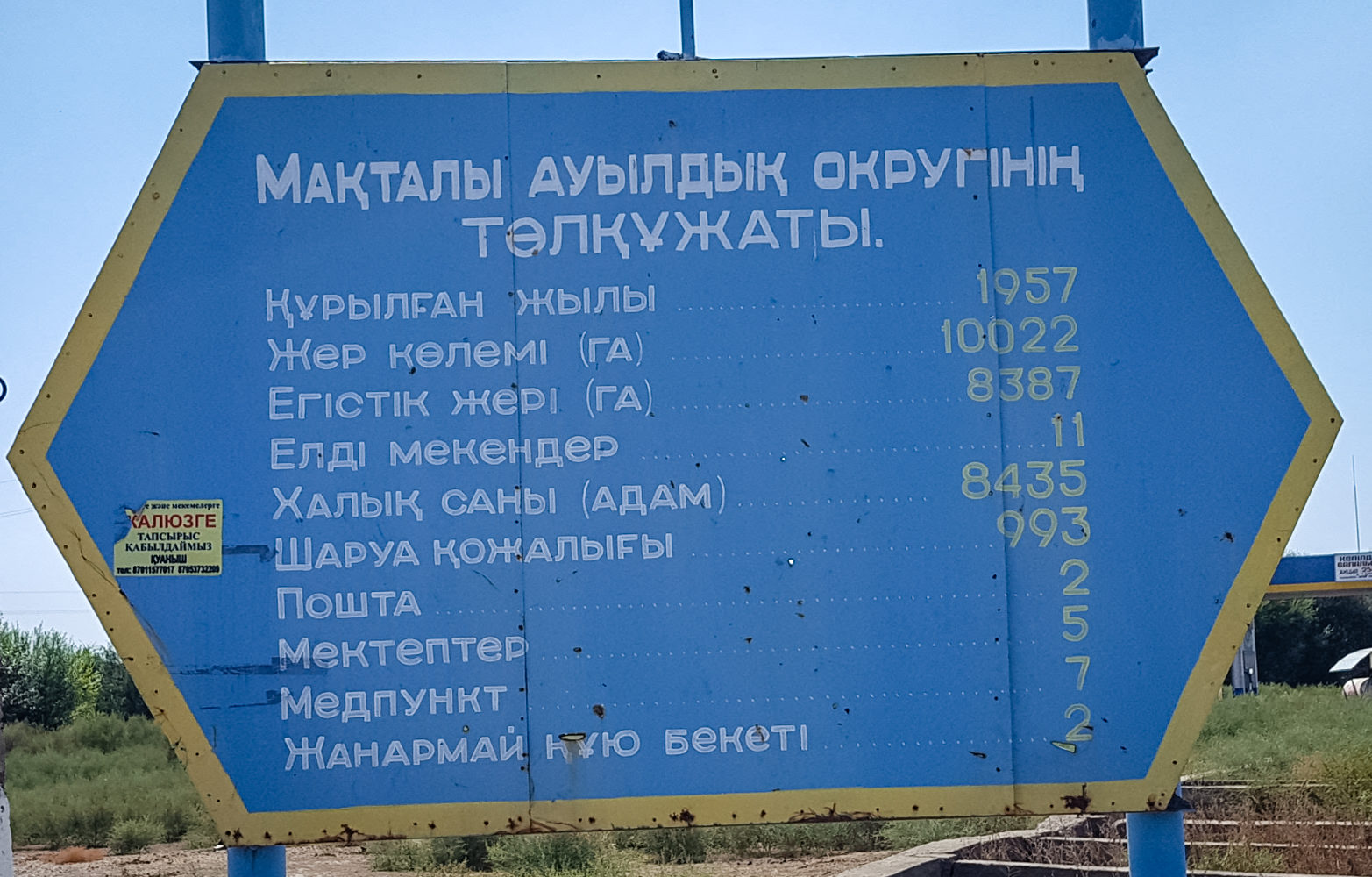